# Dilbar Abdurahmonova
Dilbar Gʻulomovna Abdurahmonova (ur. 1 maja 1936 w Moskwie, zm. 20 marca 2018 w Taszkencie) – radziecka i uzbecka dyrygentka, Ludowy Artysta ZSRR (1977). 
Od 1965 była członkiem KPZR. W 1960 ukończyła Konserwatorium Taszkenckie, była uczennicą Muxtora Ashrafiy. Następnie była dyrygentem, a od 1976 kierownikiem artystycznym i głównym dyrygentem Taszkenckiego Teatru Opery i Baletu .